# 石川拓磨
石川 拓磨（いしかわ たくま、1989年12月3日 - ）は、音楽プロデューサー、映像クリエイター、ミュージックビデオ監督、作詞家、作曲家、編曲家、ウェブデザイナー、テレビタレント、i68STYLE（イロハスタイル）代表。作家事務所「onetrap（agehasprings）」所属。東京都練馬区生まれ、富山県富山市育ち、北陸地方を拠点に活動中。富山県立富山北部高等学校卒業。血液型はA型。

## 概要
1989年東京都練馬区生まれ、富山県富山市育ち。所属事務所は「i68STYLE（イロハスタイル）」。作家事務所は「onetrap（agehasprings）」、作家ネームは「石川タクマ」。
実兄はヘアメイクアーティストの石川ユウキ。韓国メイクを日本人向けに落とし込んだ「ハニルメイク」の考案者。紗栄子、川島海荷、古畑星夏 、水谷果穂、SILENT SIREN、小島梨里杏など、タレント・女優・アーティストからの指名も多い。
音楽活動をするキッカケは兄ユウキの影響だった。中学1年生（14歳）のときにユウキがバンドでベースをやり出し、「俺はベースやるし、お前ギターやれよ」と勧めてギターをやり始めた。GLAY、L’Arc-en-Cielのコピーからはじめ、その後、Dir en grey、GOING STEADYの青春パンクを演奏。Locofrankなどのエモパンク、EXILEなどのJ-POP、そしてアイドルと興味をもった楽曲を完コピ演奏した。
高校時代は最大500人以上を集客する高校生バンドでギター＆ボーカルを担当。高校3年のときにバンドコンテストで大阪城ライブやツアーを経験したことでプロのエンタメ思考となった。

## 人物
- 東京都練馬区生まれ。幼稚園年長くらいまで住んでいた。両親の関係で富山県富山市に転居[1]。
- 現在、富山に住まいがあり、石川県金沢市にオフィス兼、第２の住まいを持つ[1]。
- 兄ユウキの勧めで、学生時代から様々なジャンルの曲をギターで完コピ演奏したことが、”音楽を作る”原点となった[1]。
- 現在、地元富山県でタレント活動をしながら、石川県金沢市と東京を拠点にクリエイターとして活動。テレビ、CMなの映像制作、MV監督、楽曲制作が主体。北陸地方では珍しいワンストップスタイル。「映像」「楽曲」「デザイン」を石川自身のみで仕事を完結[1]。
- 実兄・石川ユウキは、韓国メイクを日本人向けに落とし込んだ「ハニルメイク」の考案者。プロのヘアメイクアーティストとして紗栄子、川島海荷、古畑星夏、水谷果穂、SILENT SIREN、小島梨里杏など、タレント・女優・アーティストから指名を受けたりする[2][3]。
- 「地方が変われば日本が変わる」と、地方からの制作する可能性を高めたい。北陸でもこんな仕事ができるんだなあと、場所は関係ないことを自ら体現したい[1]。

## 略歴
- 2002年、富山市立針原小学校 卒業[1]
- 2005年、富山市立北部中学校 卒業[1]
- 2008年、富山県立富山北部高等学校 卒業[1]
- 2012年、SONY主催のボーカルオーディションで最終選考に残る[1]
- 2013年、地元富山県で初の男性ボーカルユニット「SONORITY」としてデビュー（ボーカルオーディションファイナリストのTAKUMA,Sho-Hei 2人が選抜）[1]
- 2016年、EDM・ポップスを中心としたダンス&ボーカルガールズユニット『GIRLS DINNING』プロデュース[1]
- 2017年、総合制作をおこなう「i68STYLE（イロハスタイル）」を立ち上げる[1]
- 2019年、YUKI、中島美嘉、Superfly、ゆず、JUJU、flumpool、少女時代などのアーティストをプロデュースするクリエイターを抱えるagehaspringsの作家事務所『onetrap』に所属[1]

## 主な出演

### テレビ
- 『恋するブライダル 2018』（北陸朝日放送）[4]
- 『BBT スペシャル』（富山テレビ）[4]
- 『おねがい！たくまくん』（富山テレビ）[4] ※冠レギュラー番組　　https://www.youtube.com/watch?v=lnnzP12_Olk
- 『ミタイノコレクション』（チューリップテレビ）[4]
- 『とことん ! とやま de ライフ』（ケーブルテレビ富山）[4]
- 富山の音楽情報番組『とみおん』（ケーブルテレビ富山）[4][5] ※レギュラー出演　　https://www.youtube.com/watch?v=13rCiFHQ6EM

### 映画
- 『デンサン』 - 般若 宏太 役[4][6]　　https://www.youtube.com/watch?v=I3ymuBVTO-8

### モデル
- TOKYO Boys Collection 2016[4]

### MV
- SONORITY『白い記憶』MV出演[4]　　https://www.youtube.com/watch?v=1vEz3KU7mkc

### MC
- CAP主催『Amigo Party 』司会[4]

## 主な監督作品

### MV
| グループ名                                     | 曲名                   | 動画URL                                     |
| ---------------------------------------------- | ---------------------- | ------------------------------------------- |
| ほくりくアイドル部                             | 木綿のハンカチーフ     | https://www.youtube.com/watch?v=gZXP_1FdBVo |
| ほくりくアイドル部                             | A Whole New World      | https://www.youtube.com/watch?v=ng2Ug2FABYE |
| ほくりくアイドル部                             | きっとミラクル         | https://www.youtube.com/watch?v=edUd6wfaEm4 |
| ほくりくアイドル部                             | Today                  | https://www.youtube.com/watch?v=9redmS-rG7c |
| ほくりくアイドル部 feat かなざわスーパーキッズ | Joyful, Joyful         | https://www.youtube.com/watch?v=nBqfFX5pcvQ |
| Rikuya                                         | City Languor           | https://www.youtube.com/watch?v=IodowPE2tbw |
| 蜂蜜★皇帝                                      | Answer                 | https://www.youtube.com/watch?v=XSTARt7A2YA |
| 蜂蜜★皇帝                                      | RED BEE                | https://www.youtube.com/watch?v=R0UTakl6_YE |
| 蜂蜜★皇帝                                      | to bee me !            | https://www.youtube.com/watch?v=tUZ8lIEJKMs |
| 蜂蜜★皇帝                                      | 小悪魔エンペラー       | https://www.youtube.com/watch?v=BLOtCKmtU_I |
| miel                                           | 意気地なしファインダー | https://www.youtube.com/watch?v=_vh-vw7Q88w |
| ANDCRAZY BREAK                                 | 青空グラデュエーション | https://www.youtube.com/watch?v=b57ofnW9AS8 |
| ANDCRAZY BREAK                                 | JUST                   | https://www.youtube.com/watch?v=Ue6m6HrDz4E |
| ANDCRAZY BREAK                                 | フルスロットル         | https://www.youtube.com/watch?v=jrC_F1KvGAk |
| ANDCRAZY BREAK                                 | Believe again          | https://www.youtube.com/watch?v=GGgVD3Ajkgg |
| P-Loco                                         | ガチ恋人間太田くん     | https://www.youtube.com/watch?v=1fSfDulWiXQ |
| 緒方れみ                                       | Star Light             | https://www.youtube.com/watch?v=RgKFmPuZAD8 |
| かがやき                                       | Restart                | https://www.youtube.com/watch?v=WEkYx5lQyMY |
| 夢幻のシナリオ                                 | Brand New day          | https://www.youtube.com/watch?v=Iodx-VgYooA |
| 夢幻のシナリオ                                 | カワイクナリタイ       | https://www.youtube.com/watch?v=8_xws3YlsvY |
| 夢幻のシナリオ                                 | 僕らのシナリオ         | https://www.youtube.com/watch?v=OyEcE8fBwzg |
| 夢幻のシナリオ                                 | 曖昧Answer             | https://www.youtube.com/watch?v=FB-eGC_U2rw |

### ショートフィルム
| 企業名         | タイトル      | 動画URL                                     |
| -------------- | ------------- | ------------------------------------------- |
| オスカーホーム | Life is Stage | https://www.youtube.com/watch?v=u7iPq5gmyug |

## 作詞・作曲・編曲
- 富山県 とやまっ子ミライchオフィシャルテーマソング「Enjoy♪とやまっ子」 - 作詞、作曲、編曲[7]
- 金沢市 さかなざわ さちこ「Wash♪Wash♪さっちゃん」 - 作詞、作曲、編曲[7]
- 金沢市 さかなざわ さちこ「さかなざわ探検隊〜金沢のおいしいヒミツ〜」- 作詞、作曲、編曲[7]
- 富山県生協CMソング「アイ溢れる」 - 作詞、作曲、編曲[7]
- オスカーホーム「Life is Stage」 - 作詞、作曲[7]
- ほくりくアイドル部「ココロトリコ」 - 作詞、作曲、編曲[7]
- ほくりくアイドル部「きっとミラクル」 - 作詞、作曲、編曲[7]
- ほくりくアイドル部「Golden Smile」 - 作詞、作曲、編曲[7][8]
- ほくりくアイドル部「たとえ一億人が笑ったって」 - 編曲[7]
- ほくりくアイドル部「A Whole New World」 - 編曲[7]
- ほくりくアイドル部「シャッターチャンス!!」 - 編曲[7]
- ほくりくアイドル部 feat かなざわスーパーキッズ「Joyful, Joyful」 - 作曲[7]
- 蜂蜜★皇帝「RED BEE」 - 作詞、作曲、編曲[7]
- ミラージュランド新アトラクション パイレーツBGM「Legend of Miracle Pirates」 - 作曲[7]
- 舞台 金沢ムーランルージュ挿入歌「風車」 - 編曲[7][9]

## プロデュース
- GIRLS DINNING（2016年～2019年）[7]